# John B. Alley

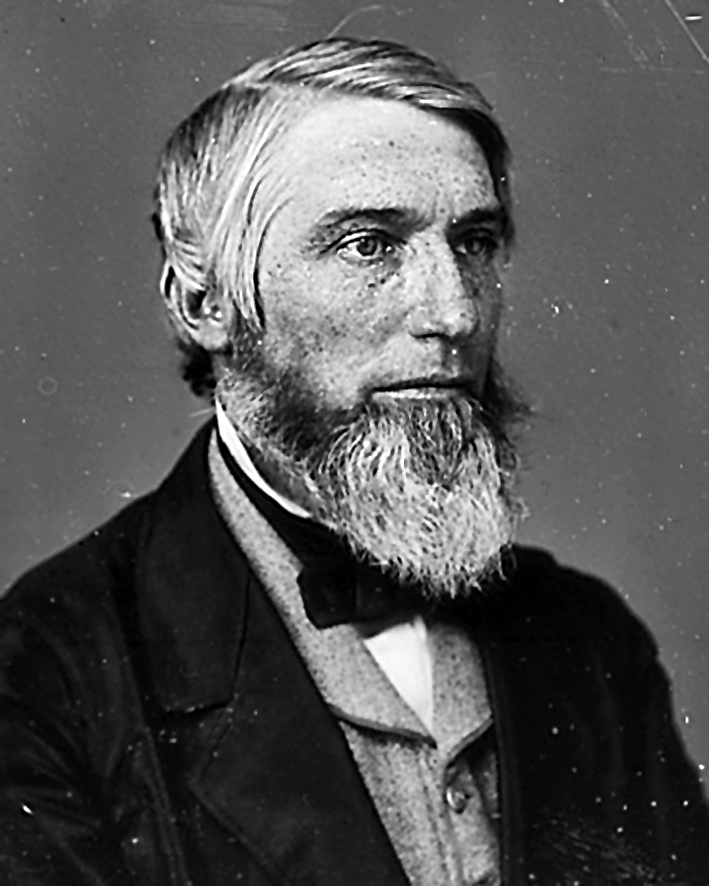
John B. Alley

John Bassett Alley (* 7. Januar 1817 in Lynn, Massachusetts; † 19. Januar 1896 in West Newton, Massachusetts) war ein US-amerikanischer Politiker. Zwischen 1859 und 1867 vertrat er den Bundesstaat Massachusetts im US-Repräsentantenhaus.

## Werdegang
John Alley besuchte die öffentlichen Schulen seiner Heimat und machte danach eine Lehre als Schuhmacher, die er aber im Alter von 19 Jahren abbrach. 1836 zog er nach Cincinnati in Ohio. In den folgenden zwei Jahren war er im Frachtgeschäft auf dem Mississippi tätig. Danach kehrte er in seinen Geburtsort Lynn zurück, wo er wieder in der Schuhbranche arbeitete. Im Jahr 1847 eröffnete er in Boston ein Lederwarengeschäft. Gleichzeitig schlug er eine politische Laufbahn ein. Im Jahr 1850 saß er im Gemeinderat von Lynn. Von 1847 bis 1851 war Alley Mitglied im Beraterstab des Gouverneurs; im Jahr 1852 gehörte er dem Senat von Massachusetts an. Ein Jahr später war er Delegierter auf einer Versammlung zur Überarbeitung der Verfassung von Massachusetts. Er wurde Mitglied der 1854 gegründeten Republikanischen Partei.
Bei den Kongresswahlen des Jahres 1858 wurde Alley im sechsten Wahlbezirk von Massachusetts in das US-Repräsentantenhaus in Washington, D.C. gewählt, wo er am 4. März 1859 die Nachfolge von Timothy Davis antrat. Nach drei Wiederwahlen konnte er bis zum 3. März 1867 vier Legislaturperioden im Kongress absolvieren. Seit 1863 vertrat er als Nachfolger von Samuel Hooper den fünften Distrikt seines Staates. Von 1861 bis 1865 war Alley Vorsitzender des Postausschusses. Seine Zeit als Kongressabgeordneter war von den Ereignissen vor, während und nach dem Bürgerkrieg geprägt. Seit 1865 war die Arbeit des Kongresses von den Spannungen zwischen der Republikanischen Partei und Präsident Andrew Johnson bestimmt, die in einem nur knapp gescheiterten Amtsenthebungsverfahren gipfelten.
1866 verzichtete Alley auf eine weitere Kongresskandidatur. Nach dem Ende seiner Zeit im US-Repräsentantenhaus arbeitete er für die Union Pacific Railroad. Im Jahr 1886 zog er sich in den Ruhestand zurück. Er starb am 19. Januar 1896 in West Newton.